# Lana (Wrestlerin)
Lana (* 24. März 1985 in Gainesville, Florida) ist eine amerikanische Wrestlerin. Sie stand zuletzt bei der WWE unter Vertrag und trat regelmäßig in deren Show Raw auf.

## Wrestling-Karriere

### World Wrestling Entertainment (2013–2021)
Im Juni 2013 gab Perry bekannt, dass sie bei WWE unter Vertrag genommen und zu deren Entwicklungsabteilung NXT geschickt wurde. Sie debütierte am 23. Oktober 2013 in der Folge von NXT, unter dem Ringnamen "Lana", und arbeitete mit Rusev. In der NXT-Folge vom 6. November wurde Lana Rusevs sozialer Botschafter, da dieser einen russischen Akzent verwendete. Lana gab ihr Haupt-Roster-Debüt in der SmackDown-Folge vom 31. Januar 2014, in den folgenden Wochen traten sie und Rusev in einer Reihe von Promos auf. Sie begleitete über Jahre Rusev durch die verschiedenen Brands und Titelkämpfe.
In der Folge von Raw vom 29. Februar 2016 konfrontierte Lana Brie Bella während eines Backstage-Abschnitts mit der Begründung, dass Bellas Fans sie nur aus Mitleid mit einem "schlechten Ehemann" unterstützen würden. In der Folge von Raw vom 14. März lenkte sie Brie während eines Tag-Team-Matches gegen Team BAD Naomi und Tamina ab, was dazu führte, dass sie verlor und sich dem Team BAD anschloss.
Am 11. April 2017 wurde Lana im Rahmen des Superstar-Shake-ups zu SmackDown gedraftet. Lana kehrte in der SmackDown Live-Folge vom 6. Juni zurück und trat erfolglos um die Teilnahme am bevorstehenden Money in the Bank Match der Frauen an, während sie gleichzeitig eine Fehde mit Naomi begann. In der SmackDown Live-Folge vom 22. Mai 2018 besiegte sie Billie Kay, um sich für das Money in the Bank Match der Frauen zu qualifizieren, dies war ihr erster Sieg im Ring. Das Money in the Bank Match konnte sie jedoch nicht gewinnen. Ende Juli wurde sie mit Rusev und Aiden English in eine Fehde gegen Andrade Almas und Zelina Vega gesteckt.
Am 30. September 2019, bei einer Ausgabe von Raw, küsste sie Bobby Lashley während Rusevs Universal Championship Match mit Seth Rollins. Nachdem Rusev entlassen worden war, blieb Lana im Charakter und verspottete ihn in den sozialen Medien. Lana begann dann eine Fehde mit MVP, nachdem er versucht hatte, Lashley als Verbündeten zu gewinnen. Bei Backlash gelang es Lashley nicht, die WWE Championship zu gewinnen, da sich MVP und Lana am Ring gestritten hatten, was Lashley ablenkte und Drew McIntyre erlaubte, seinen Titel zu verteidigen. Hiernach endete die Fehde zwischen Lashley, MVP und Lana.
Am 2. Juni 2021 wurde sie von der WWE entlassen.

## Titel und Auszeichnungen
- World Wrestling Entertainment
  - Slammy Award für Tell Me You Didn't Just Say That - Insult of the Year

- Rolling Stone
  - Worst Storyline (2015)

- Wrestling Observer Newsletter
  - Best Gimmick 2014

- Pro Wrestling Illustrated
  - Nummer 98 der Top 100 Wrestlerinnen in der PWI der Frauen in 2019